# 717
Năm 717 trong lịch Julius.